# Gaius Accius Euanthus
Gaius Accius Euanthus war ein antiker römischer Toreut (Metallbildner), der im 1. Jahrhundert in Italien tätig war.

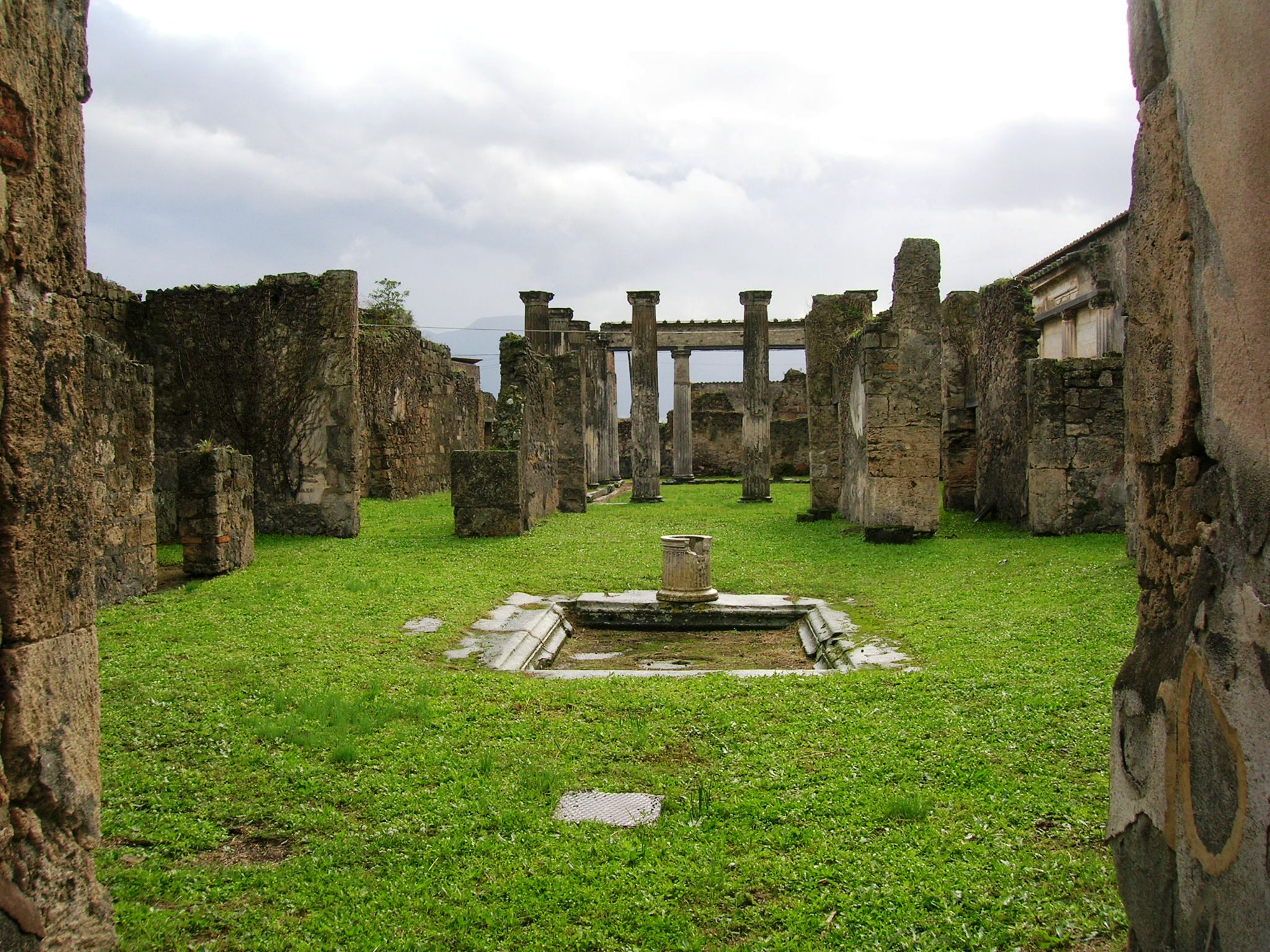
Die Casa dei Capitelli Figurati, Fundort eines der Bronzesiebe

Gaius Accius Euanthus ist heute nur noch aufgrund von fünf Signaturstempeln auf Bronzen bekannt, die alle in Pompeji gefunden wurden. Drei davon waren Siebe, je eines eine Kelle und eine Kasserolle, was eine vergleichsweise Vielseitigkeit andeutet, was allerdings einer selektiven Überlieferung geschuldet sein kann. Die Signatur lautet lateinisch C ACCI EVANTH, ergänzt zu C(ai) Acci Euanth(i). Mit Gaius Accius Secundus gibt es einen weiteren bekannten Accier, der als Toreut tätig war. Bei den Stücken handelt es sich um:
1. Bronzesieb, gefunden in der Casa dei Capitelli Figurati in Pompeji, heute im Archäologischen Nationalmuseum Neapel.[1]
2. Bronzekelle, gefunden in Pompeji, heute im Archäologischen Nationalmuseum Neapel.[2]
3. Bronzesieb, gefunden in Pompeji, heute im Deposito Archeologico Pompei.[3]
4. Bronzesieb, gefunden in Pompeji, heute im Deposito Archeologico Pompei.[4]
5. Bronzekasserolle, gefunden in Pompeji, heute im Archäologischen Nationalmuseum Neapel.[5]

## Einzelbelege
1. ↑  Inventarnummer ?; Richard Petrovszky: Studien zu römischen Bronzegefäßen mit Meisterstempeln. Leidorf, Buch am Erlbach 1993, S. 188, Nr. A.01.01; CIL 10, 8071,24a.
2. ↑  Inventarnummer ?; Richard Petrovszky: Studien zu römischen Bronzegefäßen mit Meisterstempeln. Leidorf, Buch am Erlbach 1993, S. 188–189, Nr. A.01.02; CIL 10, 8071,24b.
3. ↑  Inventarnummer 6469; Richard Petrovszky: Studien zu römischen Bronzegefäßen mit Meisterstempeln. Leidorf, Buch am Erlbach 1993, S. 189, Nr. A.01.03.
4. ↑  Inventarnummer 2233; Richard Petrovszky: Studien zu römischen Bronzegefäßen mit Meisterstempeln. Leidorf, Buch am Erlbach 1993, S. 189, Nr. A.01.04.
5. ↑  Inventarnummer ?; Richard Petrovszky: Studien zu römischen Bronzegefäßen mit Meisterstempeln. Leidorf, Buch am Erlbach 1993, S. 189, Nr. A.01.05.

| Personendaten    | Personendaten                                                          |
| ---------------- | ---------------------------------------------------------------------- |
| NAME             | Accius Euanthus, Gaius                                                 |
| ALTERNATIVNAMEN  | Euanthus, Gaius Accius; Accius Euanthus, Caius; Euanthus, Caius Accius |
| KURZBESCHREIBUNG | antiker römischer Toreut                                               |
| GEBURTSDATUM     | 1. Jahrhundert v. Chr. oder 1. Jahrhundert                             |
| STERBEDATUM      | 1. Jahrhundert oder 2. Jahrhundert                                     |